# Welcome Back, Kotter

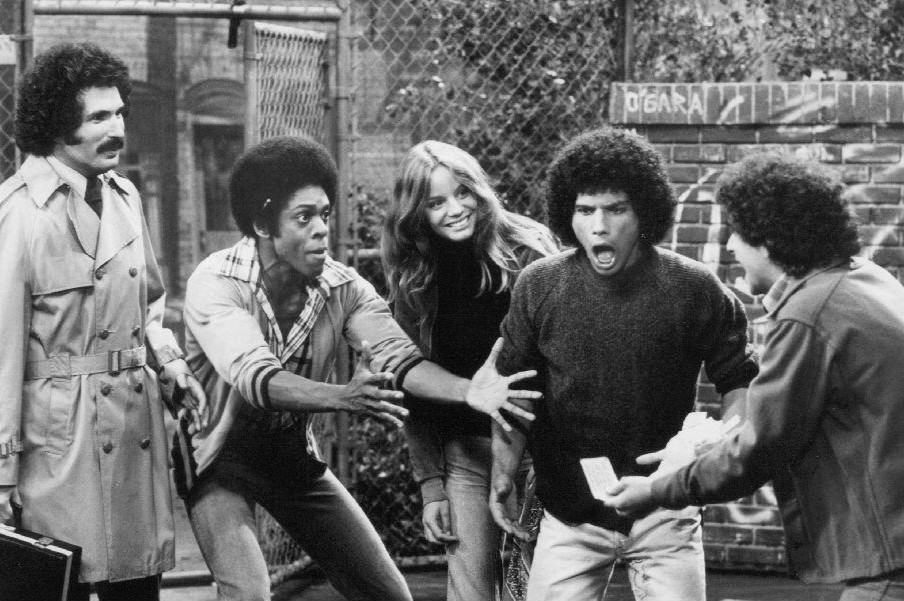
Scène uit Welcome Back, Kotter

Welcome Back, Kotter was een Amerikaanse sitcom die door ABC van 1975 tot 1979 werd uitgezonden.

## Rolverdeling
- Gabriel Kaplan als Gabe Kotter
- Marcia Strassman als Julie Kotter
- John Sylvester White als Michael Woodman
- John Travolta als Vinnie Barbarino
- Ron Palillo als Arnold Horshack
- Lawrence Hilton Jacobs als Freddie "Boom Boom" Washington
- Robert Hegyes als Juan Luis Pedro Philippo DeHuevos Epstein
- Stephen Shortridge als Beau De Labarre
- Irene Arranga als Mary Johnson-Horshack
- Charles Fleischer als Carvelli
- Bob Harcum als Murray
- Vernee Watson als Verna Jean
- Debralee Scott als Rosalie Totzie
- Dennis Bowen als Todd Ludlow

## Saturday Night Live
Quentin Tarantino's Welcome Back, Kotter was een vijf minuten durend parodiefilmpje dat werd opgevoerd tijdens de Saturday Night Live show van 1994 waar John Travolta gastheer was. Aangezien John Travolta meespeelde in de sitcom "Welcome Back Kotter" en dat jaar de film Pulp Fiction een groot succes werd, stemde Quentin Tarantino toe om een grappig filmpje te maken die de twee genres verenigde.
Het resultaat is een mix van de traditionele setting van een sitcom (slecht gemaakte decors, lachband, situatiehumor) met de muziek uit Pulp Fiction en de 'oorscene' uit Reservoir Dogs die overgedaan wordt op de directeur van de school, Mr Woodman, een personage uit "Welcome Back, Kotter".